# Annelien Coorevits
Annelien Coorevits (Wijtschate, 3 dicembre 1986) è una modella belga, incoronata Miss Belgio 2007 il 19 dicembre 2006.
Il 28 maggio 2007 ha partecipato a Miss Universo 2007 a Città del Messico in veste di rappresentante ufficiale del Belgio, ma non è riuscita a classificarsi fra le prime quindici finaliste del concorso di bellezza.
Al momento dell'incoronazione, Annelien Coorevits era una studentessa di scienze della comunicazione, studi che ha ripreso al termine del suo anno di "regno". È sentimentalmente legata al calciatore del Anderlecht, Olivier Deschacht, al quale ha dato un figlio nel 2011.